# Pisonia aculeata
Pisonia aculeata är en underblomsväxtart som beskrevs av Carl von Linné. Pisonia aculeata ingår i släktet Pisonia och familjen underblomsväxter. Inga underarter finns listade i Catalogue of Life.

## Bildgalleri

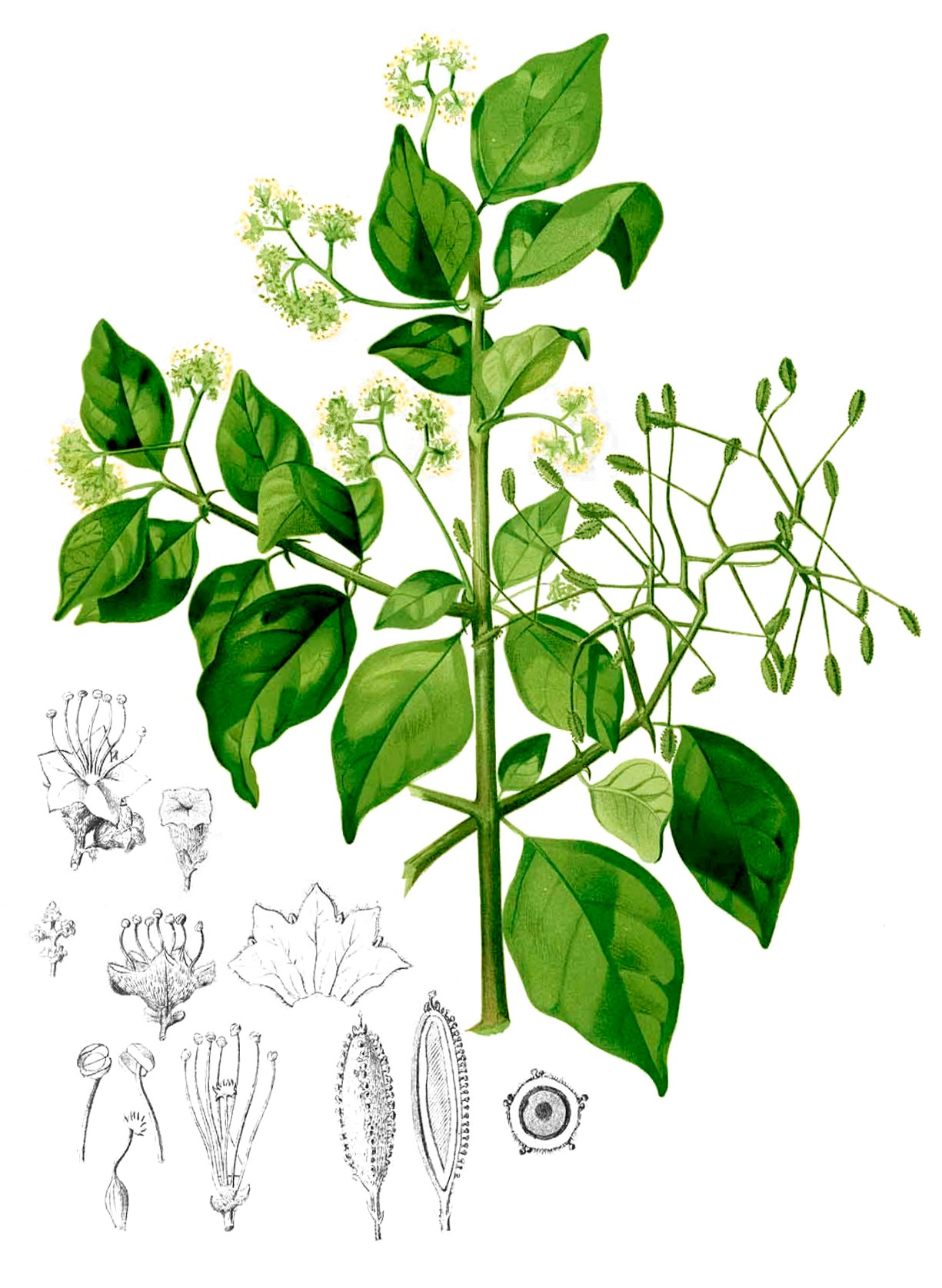
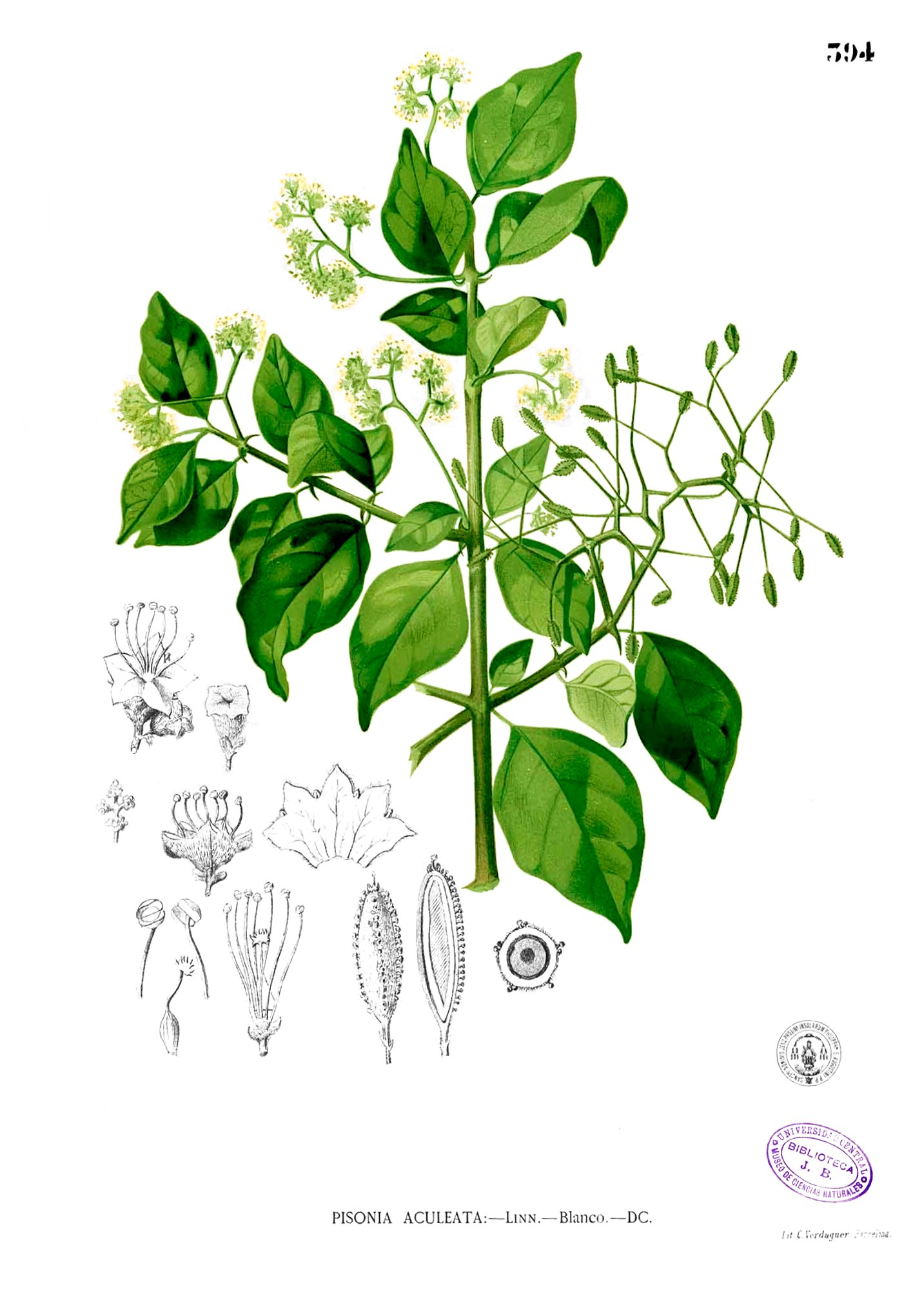